# صندوق التنمية الصيني الإفريقي
صندوق التنمية الصيني الأفريقي، المعروف أكثر باسم صندوق كاد، هو صندوق أسهم صيني خاص يموله فقط بنك التنمية الصيني، وهو بنك سياسة صيني للحكومة. يهدف الصندوق إلى تحفيز الاستثمار في إفريقيا من قبل الشركات الصينية في توليد الطاقة والبنية التحتية للنقل والموارد الطبيعية والتصنيع وقطاعات أخرى.

## قائمة الاستثمارات في الأسهم
- الصين - أفريقيا شينيين الاستثمار (35%)
- هوايو كوبالت (7.59%)[1]